# Partido de la Libertad y la Independencia
El Partido de la Libertad y la Independencia (en inglés: Independence Freedom Party), abreviado como IFP fue un partido político botsuano que existió entre 1994 y 1999 como resultado de la fusión del Partido de la Independencia de Botsuana (BIP), liderado por Motsamai Mpho (exmiembro del Parlamento), y el Partido de la Libertad de Botsuana (BFP), liderado por Bathoen Gaseitsiwe (exlíder de la oposición parlamentaria). Se trató del primer partido político botsuano en fundarse por medio de la fusión de partidos previamente existentes, y no por la escisión de miembros de un partido.
Mpho fue su líder en las elecciones generales de 1994, las únicas que disputó. El partido presentó candidatos en nueve circunscripciones electorales, ninguno de los cuales resultó elegido (aunque quedó en segundo lugar en dos de ellas). A nivel nacional, cosechó un 2,7% de los votos, menos de lo logrado por el BIP y el BFP unidos en las elecciones de 1989. El partido continuó existiendo hasta 1999, cuando tomó la decisión de fusionarse con el Partido de Acción Unida (UAP) para fundar el Movimiento de la Alianza de Botsuana (BAM) para las elecciones generales de ese mismo año.